# La Courtine
La Courtine é uma comuna francesa na região administrativa da Nova Aquitânia, no departamento de Creuse. Estende-se por uma área de 41,42 km². Em 2010 a comuna tinha 788 habitantes (densidade: 19 hab./km²).